# Callionymus planus
 Callionymus planus és una espècie de peix de la família dels cal·lionímids i de l'ordre dels cipriniformes que es troba al sud del Japó.